# Gmina Młynary
Die Gmina Młynary [mwɨˈnarɨ] ist eine Stadt-und-Land-Gemeinde im Powiat Elbląski der Woiwodschaft Ermland-Masuren in Polen. Ihr Sitz ist die gleichnamige Stadt (deutsch Mühlhausen i. Ostpr.) mit etwa 1770 Einwohnern.

## Geographie

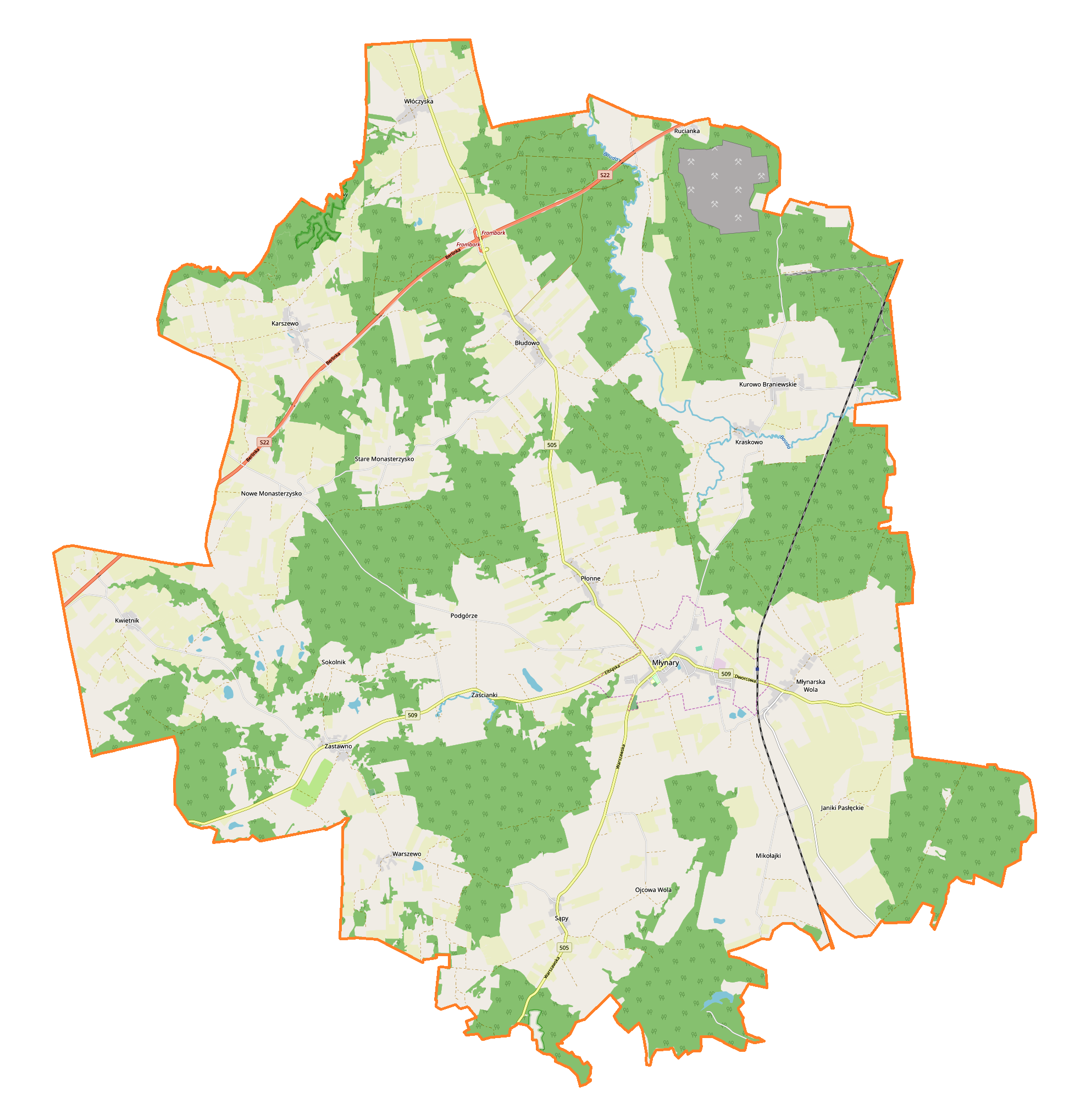
Karte der Gemeinde

Die Gemeinde liegt im Nordwesten der Woiwodschaft. Der Sitz des Powiats, die kreisfreie Stadt Elbląg (Elbing) liegt zehn Kilometer westlich. Nachbargemeinden sind die Gemeinden Tolkmicko im Nordwesten, Frombork im Norden, Płoskinia im Nordosten, Wilczęta im Osten, Pasłęk im Süden und Milejewo im Westen. 
Die Gemeinde hat eine Fläche von 157,1 km², die zu 54 Prozent land- und zu 37 Prozent forstwirtschaftlich genutzt wird. Der Fluss Bauda (Baude) ist das wichtigste Gewässer des Gebiets. Młynary ist die nördlichste Stadt des ostpreußischen Oberlands (polnisch Prusy Górne).

## Geschichte
Die Landgemeinde wurde 1973 aus verschiedenen Gromadas wieder gebildet. Stadt- und Landgemeinde wurden 1990/1991 zur Stadt-und-Land-Gemeinde zusammengelegt. Ihr Gebiet gehörte von 1946 bis 1975 zur Woiwodschaft Olsztyn und anschließend bis 1998 zur Woiwodschaft Elbląg, der Powiat Pasłęcki wurde 1975 aufgelöst. Zum 1. Januar 1999 kam die Gemeinde zur Woiwodschaft Ermland-Masuren und zum erweiterten Powiat Elbląski.

## Gliederung
Die Stadt-und-Land-Gemeinde Młynary besteht aus der Stadt und 18 Dörfern(deutsche Namen amtlich bis 1945) mit Schulzenämtern (sołectwa). Die Stadt wird durch ein Schulzenamt verwaltet:
- Młynary (Mühlhausen)
- Błudowo (Bludau)
- Karszewo (Karschau)
- Kraskowo (Schönfließ)
- Kurowo Braniewskie (Kurau)
- Kwietnik (Blumenau)
- Mikołajki (Nikolaiken)
- Młynarska Wola (Herrndorf)
- Nowe Monasterzysko (Neu Münsterberg)
- Ojcowa Wola (Vaterswille)
- Płonne (Lohberg)
- Rucianka (Moorbruch)
- Sąpy (Sumpf)
- Sokolnik (Falkhorst)
- Stare Monasterzysko (Alt Münsterberg)
- Warszewo (Judendorf, 1936–1945 Hermannswalde)
- Włóczyska (Vierzighuben)
- Zaścianki (Schwangen)
- Zastawno (Schönberg)

Kleinere Orte, Weiler und Ortsteile sind:
- Bronikowo (Brünneckshof)
- Broniszewo (Monbrunsdorf)
- Gardyny (Gardienen)
- Janiki Pasłęckie (Jonikam)
- Kobyliny (Kobling)
- Krasinek (Schönfeld)
- Nowe Sadłuki
- Olszówka (Erlau)
- Podgórze (Greulsberg)
- Sucha (Suche)

## Verkehr
Wichtigste Straße ist die Schnellstraße S22 (Europastraße 28) von Elbląg (Elbing) zum Grenzübergang Mamonowo II–Grzechotki (Heiligenbeil–Rehfeld) und weiter nach Kaliningrad (Königsberg). In Młynary kreuzen sich die Woiwodschaftsstraßen DW505 (Frombork/(Frauenburg)–Pasłęk/(Preußisch Holland)) und DW509 (Elbląg–Orneta/(Wormditt)).
Der Personenverkehr auf der Bahnstrecke Malbork–Braniewo mit dem Haltepunkt Stegny wurde 2004 eingestellt.
Der nächste internationale Flughafen ist Danzig.

## Persönlichkeiten
- Constantin von Zedlitz-Neukirch (1813–1889), preußischer Verwaltungsjurist; geboren in Judendorf.